# Drucuma
Drucuma là một chi bướm đêm thuộc họ Erebidae.